# Wyprawa Magellana
Wyprawa Magellana – pierwsza podróż dookoła świata (1519-1522). Wyprawa została zainicjowana przez Ferdynanda Magellana, a ukończona przez Juana Sebastiána Elcano. W wyprawie uczestniczyło pięć statków, z których tylko jeden wrócił do Hiszpanii. Celem ekspedycji było znalezienie zachodniej drogi do wysp korzennych (Moluki).

## Przygotowania do wyprawy

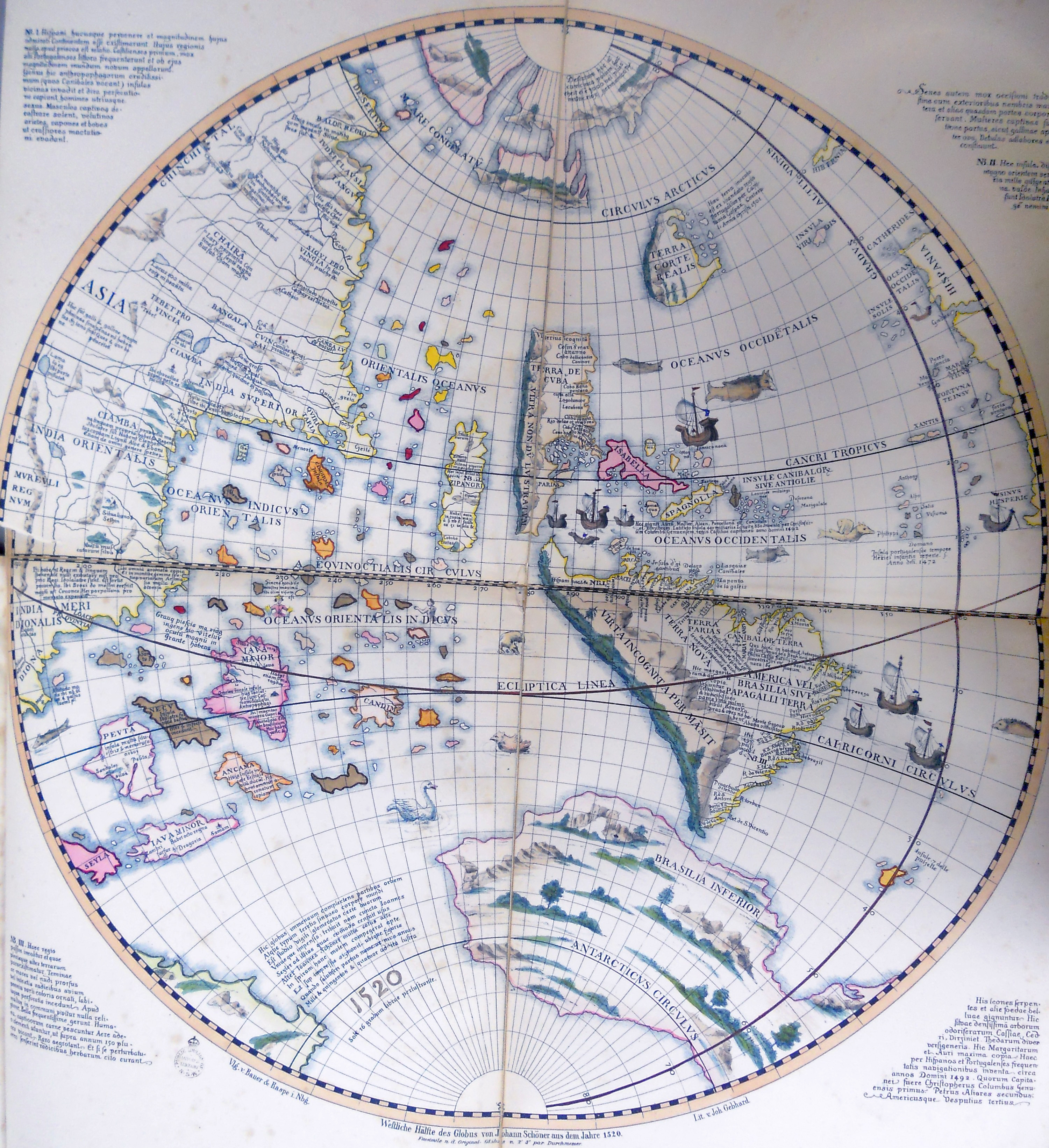
Zachodnia półkula na kopii globusa Schönera z 1520 r.

W październiku 1517 roku Magellan przybył do Valladolid, by spotkać się z Karolem V. Przekonywał go do zorganizowania podróży morskiej w celu odkrycia zachodniej drogi do wysp korzennych, które jego zdaniem, miały leżeć niedaleko od Panamy. Przypuszcza się, że mógł pokazać królowi kopię globusa sporządzonego przez Johannesa Schönera w 1515 roku. Król wyasygnował pieniądze na zakup pięciu statków. Zakupiono następujące jednostki: 
- „Trinidad” (wyporność 110 tunów, załoga 61 osób), statek flagowy Magellana.
- „San Antonio” (wyporność 120 tunów, załoga 57), kapitan: Juan de Cartagena.
- „Concepcion” (wyporność 90 tunów, załoga 44), kapitan: Gaspar de Quesada.
- „Victoria” (wyporność 85 tunów, załoga 45), kapitan: Luis de Mendoza.
- „Santiago” (wyporność 75 tunów, załoga 31), kapitan: Juan Serrano[4].

Koszt zakupu wszystkich statków wyniósł 8 751 125 maravidów. Statki były w większości stare, małe, ale w dobrym stanie. Nieznana jest wcześniejsza historia statków Magellana z wyjątkiem „Victorii”. Nie zachowały się żadne ilustracje statków z czasów wyprawy. W albumie Orteliusa z 1589 roku pojawia się ilustracja „Victorii”, ma on jednak dwa maszty i przedstawia statek z późniejszego okresu. Ilustracja ta jest często kopiowana i publikowana. Najbliższą czasowo jest ilustracja Diego Ribery z 1529 roku, na której przedstawił on swoje wyobrażenie „Trinidad” i „Victorii”. Również i inni artyści z tamtej epoki pozostawili po sobie podobne ilustracje, jednak wszyscy byli Portugalczykami. Hiszpańskie okręty różniły się jednak od portugalskich zarówno budową, jak i takielunkiem.

## Podróż przez Atlantyk
10 sierpnia 1519 roku flota pięciu statków pod dowództwem Magellana opuściła Sewillę i popłynęła rzeką Gwadalkiwir do Sanlúcar de Barrameda, gdzie zatrzymała się na pięć tygodni. Władze hiszpańskie wciąż zachowywały rezerwę wobec portugalskiego admirała i niewiele brakowało, aby wstrzymano wyprawę, jednak 20 września 1519 roku flotylla wyruszyła w podróż z 270 członkami załogi. „Trinidad”, jako jednostka flagowa, płynął odtąd na czele wyprawy. Każdy statek musiał zbliżyć się do flagowego przed zapadnięciem zmroku, a następnie podążać za światłami zapalonymi na jego rufie. Okręt flagowy przy pomocy świateł sygnalizował, kiedy pozostałe statki mają zbliżać się lub płynąć. Każdy statek, z którego zauważono ląd, miał strzelać z armaty; co noc na każdym statku ustawiano trzech obserwatorów.
26 września flotylla zatrzymała się przy Teneryfie, jednej z wysp Kanaryjskich, celem uzupełnienia zapasów. 3 października wyruszono w dalszą trasę, Magellan trzymał się wybrzeża Afryki, ponieważ obawiał się, że król Portugalii mógł za nim wysłać swe okręty. Następnie przyjęto kurs na przylądek Cabo de Santo Agostinho w Ameryce Południowej, który osiągnięto 29 listopada.
13 grudnia 1519 roku flotylla stanęła na kotwicy w pobliżu dzisiejszego Rio de Janeiro, gdzie panowała dobra pogoda, a tubylcy byli przyjaźnie nastawieni. Flota uzupełniła zapasy, ale nieprzychylne warunki spowodowały, że wypłynięto z opóźnieniem. 27 grudnia flota opuściła Rio de Janeiro. Jedyny pasażer na statku, a jednocześnie kronikarz wyprawy, Antonio Pigafetta napisał, że tubylcy byli rozczarowani widząc, jak odpływają, a niektórzy podążali za nimi w kajakach, próbując zachęcić ich do pozostania.
Następnie pożeglowano wzdłuż wschodniego wybrzeża Ameryki Południowej, zatrzymując się 8 stycznia 1520 roku nad estuarium La Platy. Gdy wyprawa szukała przejścia na morza leżące po drugiej stronie lądu amerykańskiego, u wybrzeży Argentyny została zaskoczona nadejściem zimy, którą odkrywcy spędzili w Patagonii.

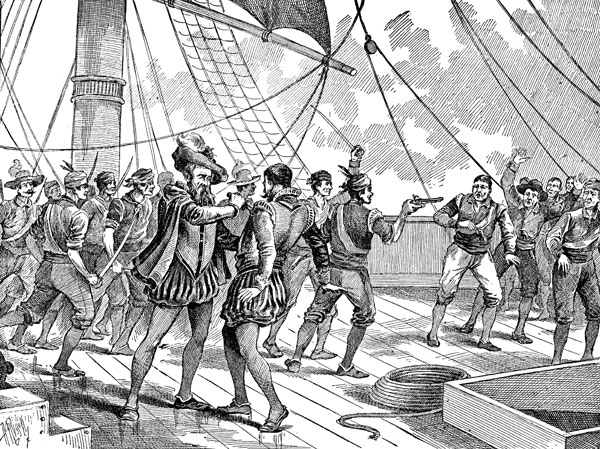
Artystyczna wizja śmierci kapitana Mendozy, jednego z buntowników.

31 marca załoga założyła osadę, którą nazwano Puerto San Julián. Wybuchł wtedy bunt wśród żeglarzy, w którym wzięło udział trzech spośród pięciu kapitanów statków, jednak był on nieudany, gdyż załogi w dużej części pozostały lojalne wobec Magellana. Kapitanowie Quesada i Mendoza zostali straceni, a Cartagena i kapelan wyprawy zostali wysadzeni na brzeg.
Statek „Santiago” został wysłany w misji zwiadowczej, ale rozbił się w drodze powrotnej na rzece Santa Cruz w maju 1520 roku. Tylko dwóch marynarzy wróciło drogą lądową, aby powiadomić Magellana. Dalsza podróż została podjęta dopiero 24 sierpnia.

## Przekroczenie Cieśniny Magellana

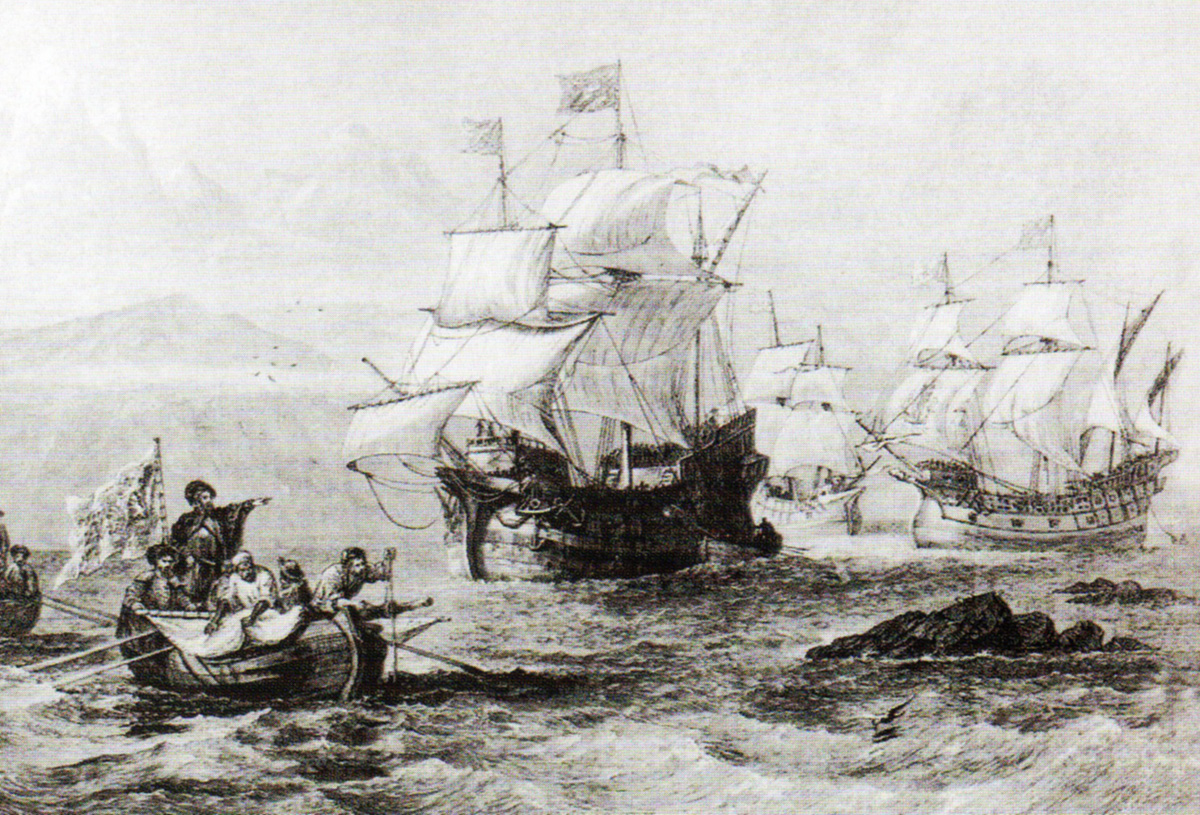
W cieśninie Magellana.

Na 52° szerokości południowej, 21 października 1520 roku flota osiągnęła Cabo Virgenes i stwierdziła, że przejście w poprzek kontynentu zostało znalezione, ponieważ woda w cieśninie była słona i głęboka. Cztery statki rozpoczęły powolne przedzieranie się przez liczące 372 mile przejście, które Magellan nazwał Estreito de Todos los Santos (Cieśnina Wszystkich Świętych), ponieważ flota wpłynęła na nie w dniu Wszystkich Świętych, 1 listopada. Obecnie nosi ona nazwę Cieśniny Magellana, łączy Atlantyk i Pacyfik.

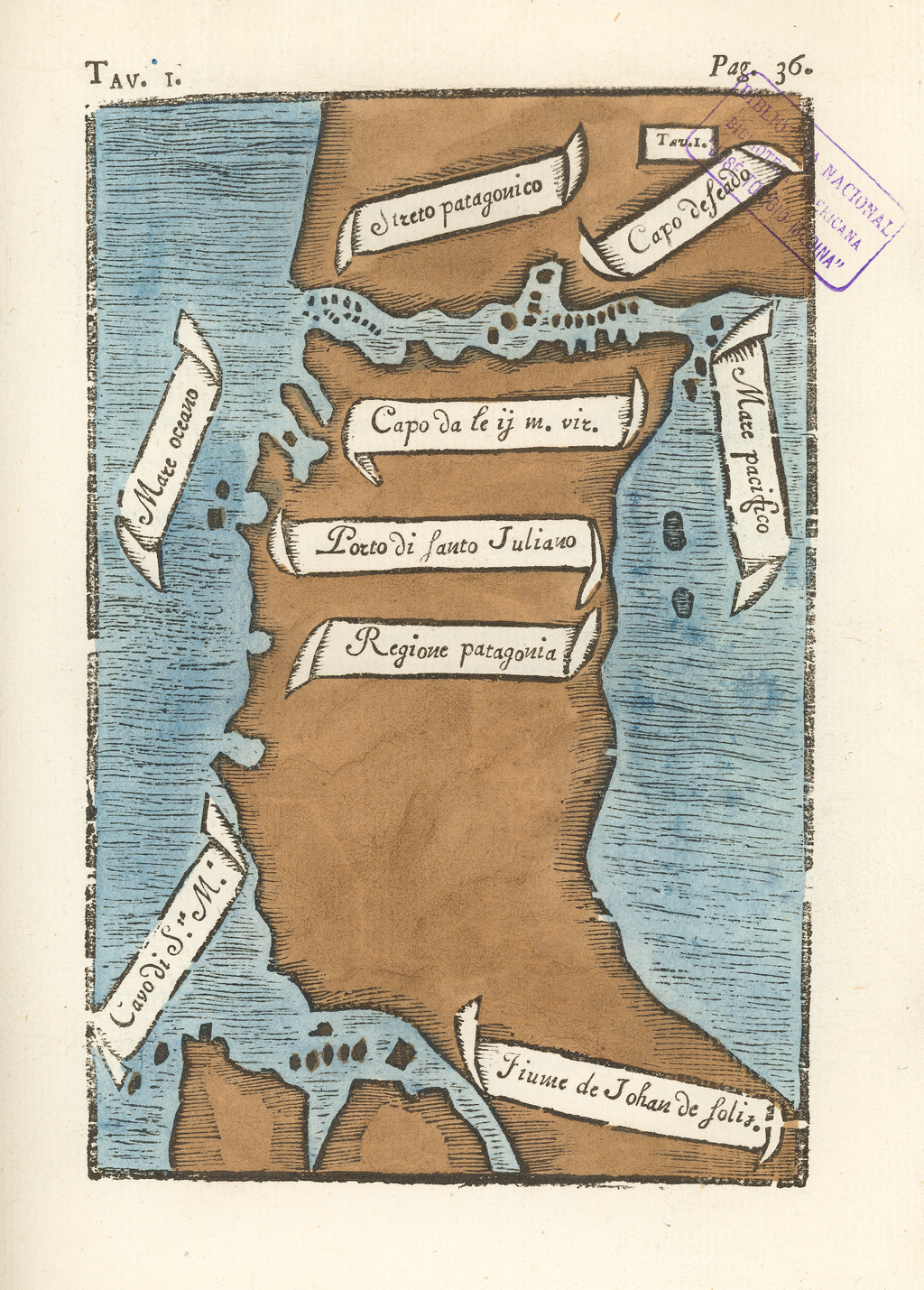
Mapa cieśniny Magellana wykonana przez Pigafettę.

Magellan zlecił najpierw statkom „San Antonio” i „Concepción” zbadanie cieśniny, ale ten pierwszy, dowodzony przez Gomeza, zdezerterował i zawrócił do Hiszpanii, gdzie dotarł w dziewięć dni po śmierci Magellana. Od tej chwili największym statkiem floty był „Trinidad”. 28 listopada pozostałe trzy statki wypłynęły na otwarty ocean. Magellan nazwał te wody Mar Pacifico (Morze Spokojne) z racji jego spokojnych przez cały pierwszy etap podróży wód.
Kierując się na północ, 13 lutego 1521 roku załogi przekroczyły równik. 6 marca odkryto wyspy Guam i Rota w archipelagu Marianów. 15 marca 1521 roku żeglarzom ukazały się góry wyspy Samar (wschodnia część archipelagu filipińskiego). Magellan nie widział nigdzie dogodnego miejsca do przybicia, zmienił kurs na południe. 18 marca osiągnięto wyspę Homodon i zatrzymano się tu na cały tydzień.

## Śmierć Magellana

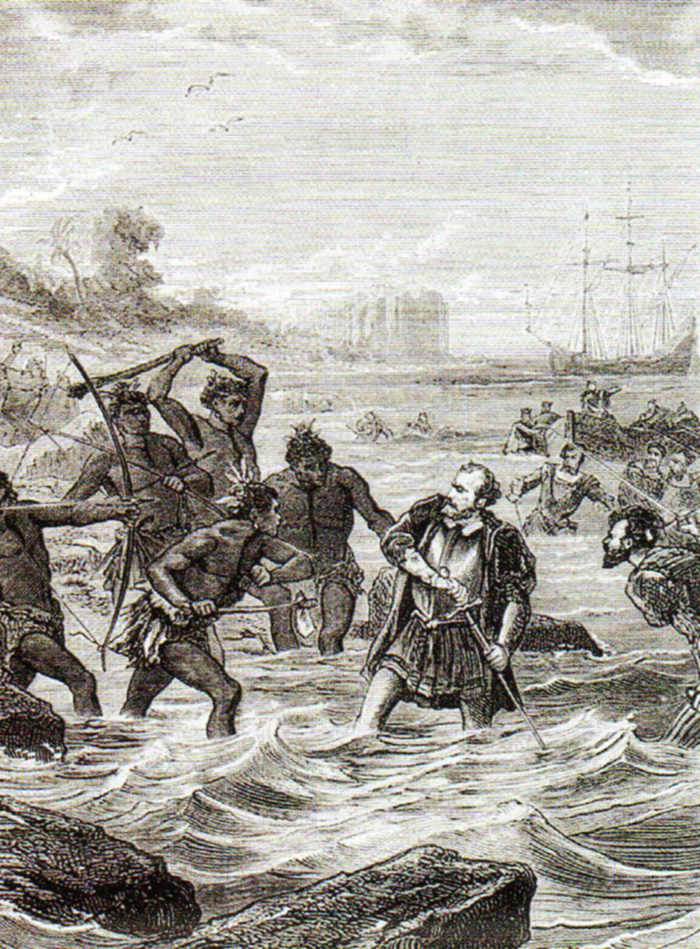
Śmierć Magellana na wyspie Mactan.

Magellan był w stanie porozumiewać się z tamtejszymi mieszkańcami, gdyż jego malajski tłumacz rozumiał ich język. 7 kwietnia 1521 roku żeglarze dotarli do wyspy Cebu, gdzie Magellan zarządził dłuższy postój, polecając jednocześnie nawracanie miejscowej ludności na chrześcijaństwo.
W zaledwie kilka dni od 14 kwietnia 1521 roku prawie wszyscy przywódcy wysp otaczających Cebu przyjęli chrzest i zgodzili się podpisać traktat z Hiszpanami. Traktat ten miał zapewnić Hiszpanii wyłączność na handel z wyspami będącymi pod panowaniem przywódcy Cebu w zamian za protekcję. Po niespełna tygodniu Magellan otrzymał wiadomość, że Lapu-Lapu – przywódca Mactanu, zbuntował się i odmawia dostarczania towarów przeznaczonych dla Hiszpanów. Magellan zapowiedział użycie siły. Władca Cebu zaoferował mu pomoc w postaci około tysiąca wojowników, jednakże Magellan odmówił, chcąc w sile własnych ludzi zademonstrować swoją potęgę. 21 kwietnia statki hiszpańskie udały się w kierunku cieśniny pomiędzy wyspami Cebu a Mactan.
27 kwietnia 1521 roku rozegrała się potyczka z ludźmi Lapu-Lapu, podczas której Magellan poniósł śmierć wraz z częścią swych towarzyszy. Antonio Pigafetta, bogaty i żądny wrażeń obieżyświat, który zapłacił za możność uczestnictwa w wyprawie Magellana, jedyna osoba, która pozostała przy życiu i mogła opowiedzieć o jego śmierci, napisał: 

Gdy przyszedł ranek, 49 z nas zeszło z pokładu do wody i pomaszerowało przez nią na odległość dwóch strzałów z kuszy, zanim osiągnęliśmy brzeg. Łodzie nie mogły dobić do brzegu z powodu licznych skał w przybrzeżnej wodzie. Pozostałych 11 ludzi zostało do pilnowania łodzi. Gdy dotarliśmy do brzegu, miejscowi uformowali się w trzy oddziały w liczbie ponad 1500 ludzi. Gdy nas zobaczyli, zaatakowali, wydając głośne okrzyki. Muszkieterzy i kusznicy przez pół godziny strzelali do nich na dystans, ale bezskutecznie... Rozpoznawszy kapitana, tak wielu rzuciło się na niego, że strącili mu hełm... Tubylec cisnął bambusową włócznię w twarz kapitana, ale ten zabił go natychmiast swoją piką, która utknęła jednak w ciele. Próbując wyciągnąć miecz, zdołał to uczynić jedynie do połowy, gdyż został ranny w rękę bambusową włócznią. Gdy tubylcy to zobaczyli, rzucili się wszyscy na niego. Jeden ranił go w lewą nogę długim nożem przypominającym szablę, ale jeszcze większym. Spowodowało to, że kapitan upadł na twarz, a ci rzucili się na niego z żelaznymi i bambusowymi włóczniami i nożami, aż zabili nasze światło, nasze pocieszenie i naszego prawdziwego przewodnika. Gdy go uderzali, odwracał się jeszcze, aby ujrzeć, czy wszyscy dostaliśmy się do łodzi. Zobaczywszy jego śmierć, ranni wycofaliśmy się jak najszybciej do łodzi, które już odbijały

27 kwietnia, po śmierci Magellana kapitanem nad całą flotyllą został Duarte Barbosa, szwagier Magellana. Cieszył się on tą godnością zaledwie trzy dni. Zginął podczas masakry 1 maja 1521 roku. Następnym kapitanem został João Carvalho.

## Opłynięcie świata
Magellan zawarł w swojej ostatniej woli, że jego malajski tłumacz zostanie po jego śmierci wolnym człowiekiem, ponadto miano mu wypłacić 10 000 maravidów. Tłumacz, który został ochrzczony jako Enrique w Malakce, w 1511 roku, a został porwany przez sumatrzańskich handlarzy niewolników ze swojej rodzinnej wyspy. Enrique został związany umową przez Magellana w czasie jego wcześniejszych podróży do Malakki i był u jego boku w czasie walk w Afryce, w czasie konfliktu Magellana z dworem portugalskim i wtedy, gdy organizowano flotę. Jednak po wydarzeniach na Mactan i śmierci Magellana pozostali kapitanowie statków odmówili uwolnienia Enrique. Ten jednak zdołał zbiec. Utrata tłumacza nie uniemożliwiła dalszej komunikacji z tubylcami, ponieważ Antonio Pigafetta robił cały czas notatki językowe i był w stanie porozumiewać się z miejscowymi w trakcie dalszej podróży.
Trzy pozostałe statki popłynęły na zachód do Palawan, który opuściły 12 czerwca 1521 roku, kierowane do Brunei na Borneo przez pilotów Moro, potrafiących nawigować na płytkich wodach. Zakotwiczyły na 35 dni w pobliżu Brunei, gdzie Pigafetta opisuje przepych dworu radży Siripada (złoto, perły wielkości kurzych jaj itd.). Brunei mogło także się pochwalić poskramianiem słoni i uzbrojeniem w 62 działa, 5-krotnie więcej niż miały statki Magellana. W Brunei lekceważono korzenie, które miały się okazać droższe od złota po powrocie do Hiszpanii. Pigafetta wspomina niektóre wyroby na dworze, jak porcelana, która nie była szeroko dostępna w Europie, i okulary – monokle dopiero wchodziły w Europie do użytku.
Po dotarciu do Moluków (Wysp Korzennych), 8 listopada 1521 roku, udało im się zawrzeć układ z sułtanem Tidore, który był rywalem sułtana Ternate i sojusznikiem Portugalii, a teraz postanowił sprzyjać Hiszpanom. Statek „Concepción”, był już niemal doszczętnie stoczony przez świdraki, ponadto pozostałe przy życiu załogi statków były zbyt nieliczne, aby obsadzić wszystkie trzy jednostki, dlatego podjęto decyzję spalenia statku „Concepción”. Przyprawy przeniesiono na „Victorię” i „Trinidad” i odtąd tylko one kontynuowały podróż. 8 listopada 1521 roku, dotarły do wyspy Tidore, w archipelagu Moluków, gdzie spędzono miesiąc na uzupełnianiu zapasów żywności.
W połowie grudnia, oba statki próbowały odpłynąć, ale oderwana kotwica spowodowała poważne uszkodzenia statku „Trinidad”, który zaczął przeciekać. Obawiano się, że gdyby całą załogę „Trinidad” zabrano na „Victorię”, to wszyscy umrą z głodu, zanim zdołają dotrzeć do Hiszpanii. Uzgodniono więc, że tylko „Victoria” odpłynie do Hiszpanii, natomiast „Trinidad” zostanie na miejscu do czasu ukończenia wymaganych napraw.
6 kwietnia 1522 roku, gdy „Trinidad” został naprawiony, opuścił wyspę Tidore z ładunkiem 50 tunów goździków i załogą liczącą 54 marynarzy. Dowódcą został Gonzalo Gomez de Espinosa. Według Bergreena był to "dobry żołnierz, ale kiepski żeglarz". Obrał kurs w kierunku Panamy. W sierpniu „Trinidad” zawinął do jednej z wysp archipelagu Marianów, gdzie trzech mężczyzn zdezerterowało (Gonzalo de Vigo, Martín Genovés, Alonso Gonzáles), następnie statek skierował się na północny wschód i osiągnął 43° szerokości geograficznej północnej. Wciąż wiały przeciwne wiatry, członkowie załogi ciężko chorowali, prowiant zaczął się kończyć, a w dodatku statek napotkał silny sztorm i uległ poważnemu uszkodzeniu (m.in. złamał się główny maszt). W tej sytuacji po pięciu miesiącach od wypłynięcia z Tidore dowódca kazał zawrócić i w dwa miesiące później statek rzucił kotwicę u brzegów wyspy Dui na północ od Halmahery w archipelagu Moluków. Załoga liczyła już tylko dwadzieścia osób, gdyż większość zmarła na szkorbut lub inne choroby.
W maju 1522 roku flota siedmiu portugalskich statków pod dowództwem Antonia de Brita dotarła do Tidory w celu aresztowania floty Magellana. Antonio de Brito znalazł w Benaconora mocno uszkodzony statek „Trinidad” a załogę bliską śmierci. Statek został przyholowany na Ternate, gdzie stanął na kotwicy. Ze statku zabrano wszystkie dokumenty, dzienniki okrętowe, żagle, liny i cenniejszy sprzęt, rozpoczęto też rozładunek goździków. Zerwał się silny szkwał, statek uderzył w brzeg i przełamał się. Powodem przechwycenia statku i aresztowania Hiszpanów było naruszenie ustaleń traktatu z Tordesillas.

## Powrót

Trasa podróży dookoła świata.

„Victoria” wyruszyła samotnie 21 grudnia 1521 roku w drogę powrotną do Hiszpanii i 22 maja 1522 roku, dowodzona przez Juana Sebastiána Elcaño okrążyła Przylądek Dobrej Nadziei, mając jedynie ryż jako racje żywnościowe. 20 członków załogi zmarło z chorób i głodu, zanim Elcaño dotarł do Wysp Zielonego Przylądka, posiadłości portugalskiej, gdzie wysłał na ląd 13 członków załogi celem zakupu prowiantu. Ci jednak zostali przez Portugalczyków potraktowani jako szpiedzy i zatrzymani.
6 września 1522 roku Juan Sebastián Elcaño i 17 członków wyprawy Magellana powróciło do Hiszpanii na ostatnim statku wyprawy, po niemal trzech latach od wyruszenia.
Elcaño otrzymał od króla Karola V szlachectwo i wysoką pensję 500 dukatów rocznie. Karol V zażądał od swojego szwagra Joao III zwolnienia z portugalskiego aresztu na Wyspach Zielonego Przylądka 13 pozostałych członków załogi, co szybko wykonano. Zastępca Elcaño nazwiskiem Miguel de Rodas otrzymał od króla pensję 50 tysięcy maravedi rocznie (ponad dwukrotne zarobki oficera), aczkolwiek 3 lata później skarżył się, że nie otrzymał do ręki nic. Główny inwestor organizujący wyprawę Magellana, nazwiskiem Cristobal de Haro, mimo strat w ludziach i statkach, został bogaczem. Przywieziono ok. 25-26 ton goździków, które sprzedano za kwotę 7 888 634 maravedi.

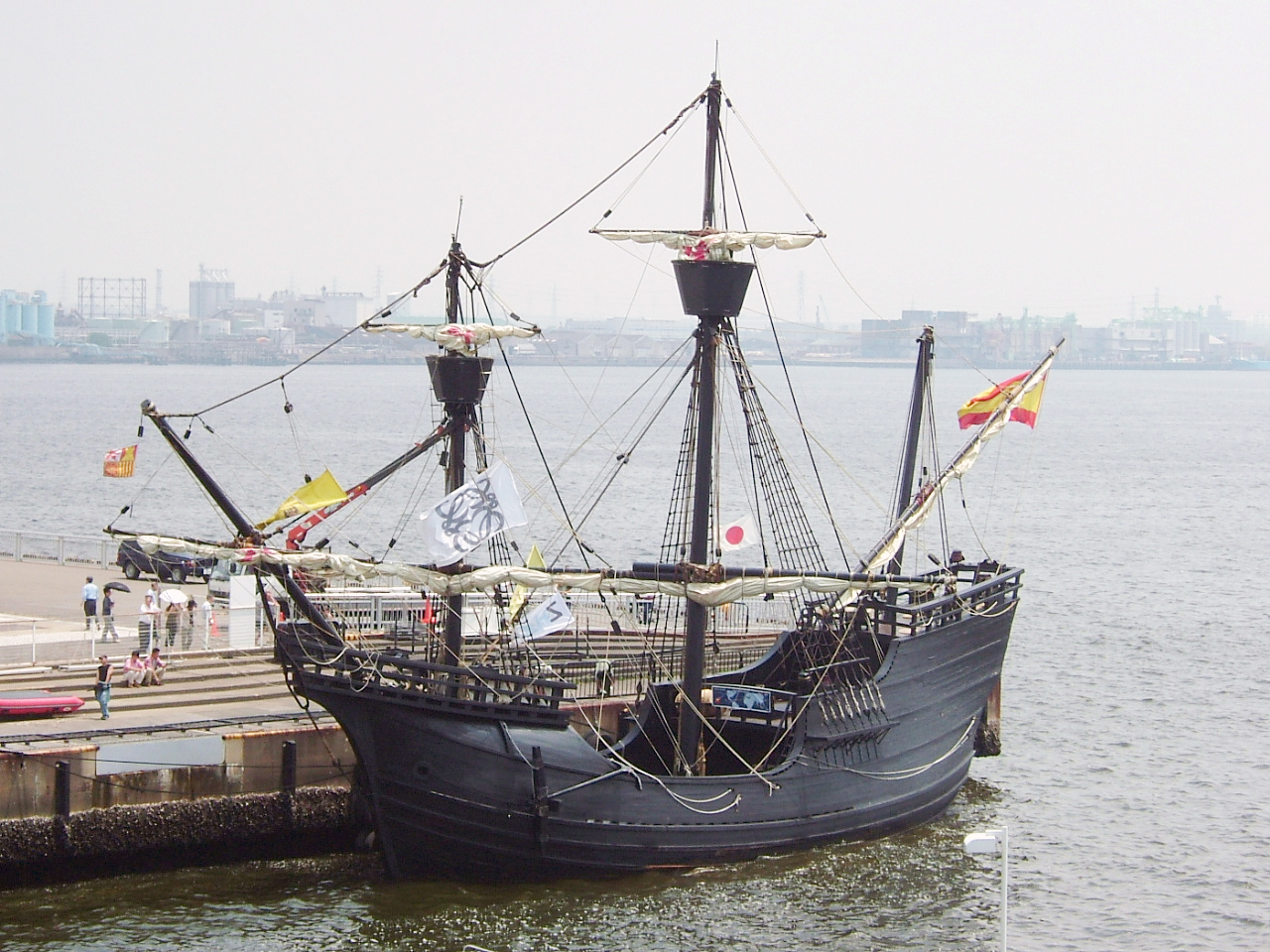
Zrekonstruowany statek „Nao Victoria”

Lista ludzi, którzy ukończyli podróż dookoła świata na statku „Victoria” w latach 1519-1522:
- Juan Sebastián Elcaño – kapitan
- Francisco Albo – nawigator
- Miguel de Rodas – pierwszy oficer
- Juan de Acurio – bosman
- Martin de Judicibus – marynarz
- Hernando Bustamente – cyrulik
- Hans z Akwizgranu – puszkarz
- Diego Carmona – marynarz
- Nicholas Grek z Neapolu – marynarz
- Miguel Sámchez z Rodos – marynarz
- Francisco Rodrigues – marynarz
- Juan Rodrigues de Huelva – marynarz
- Antonio Hernández Colmenero – marynarz
- Juan de Arratia – marynarz
- Vasco Gomez Gallego – marynarz
- Juan de Santandres – marynarz
- Juan de Zubelita – chłopiec okrętowy
- Antonio Pigafetta – pasażer[51]

Tylko czterech z 55 pierwotnych członków załogi statku „Trinidad” powróciło w 1527 roku do Europy.

## Odkrycia i ustalenia

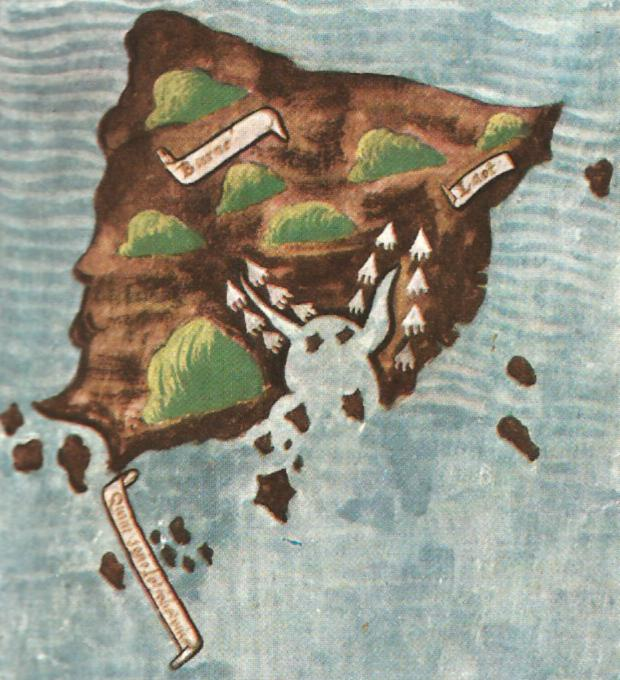
Mapa Borneo wykonana przez Pigafettę.

Wyprawa Magellana jako pierwsza opłynęła kulę ziemską i jako pierwsza przepłynęła cieśninę (Cieśninę Magellana) w Ameryce Południowej łączącą Atlantyk i Pacyfik. Z Hiszpanii wyruszyło 239 osób, 25 innych osób dołączyło na Wyspach Kanaryjskich i jedna osoba w Brazylii, co daje łącznie liczbę 265 osób. Z tej liczby 50 wróciło do Hiszpanii na statku „San Antonio”, który zdezerterował, 18 wróciło na „Victorii”, 15 wróciło z Wysp Zielonego Przylądka, czterech albo pięciu wróciło z Portugalskich Indii.
Spośród zachowanych relacji z podróży najważniejszą jest kronika Pigafetty, która dzień po dniu opisuje podróż od sierpnia 1519 roku do września 1522 roku. Kronika została opublikowana w 1525 roku w Paryżu. Pigafetta sporządził także mapy, były one jednak bardzo niedokładne. Oprócz Pigafetty kilku innych członków wyprawy pozostawiło po sobie notatki. Ginés de Mafra, marynarz, napisał częściową relację z podróży, podobnie jak galicyjski pilot Francisco Albo. Nie jest jasne, kto jest prawdziwym autorem trzeciej relacji, znanej jako „Roteiro”. Autorstwo przypisuje się „pilotowi z Genovese”. Należą one do nielicznych relacji wyprawy Magellana sporządzonych przez jej uczestników. Pomiędzy relacjami zachodzą czasem różnice co do dat, a przesunięcie wynosi jeden dzień, co mogło wynikać z przekroczenia linii zmiany daty ze wschodu na zachód w trakcie wyprawy.